# Patukangan
Patukangan is een bestuurslaag in het regentschap Kendal van de provincie Midden-Java, Indonesië. Patukangan telt 1357 inwoners (volkstelling 2010).